# Bushehr (provins)
Bushehr (persisk: بوشهر) er en af de 30 provinser i Iran.
Provinsen ligger i den sydlige del af landet og har en lang kystlinje ved den Persiske Bugt.
Hovedbyen er Bushehr, som havde en befolkning på 169 966 indbyggere i 2006.